# Квінсі (Вісконсин)
Квінсі (англ. Quincy) — місто (англ. town) в США, в окрузі Адамс штату Вісконсин. Населення — 1159 осіб (2020).

## Демографія
Згідно з переписом 2010 року, у місті мешкали 1163 особи в 573 домогосподарствах у складі 349 родин. Було 1707 помешкань
Расовий склад населення:
| - 98,1 % — білих - 0,3 % — чорних або афроамериканців - 0,2 % — корінних американців - 0,2 % — азіатів |

До двох чи більше рас належало 0,8 %. Частка іспаномовних становила 1,1 % від усіх жителів.
За віковим діапазоном населення розподілялося таким чином: 12,8 % — особи молодші 18 років, 54,9 % — особи у віці 18—64 років, 32,3 % — особи у віці 65 років та старші. Медіана віку мешканця становила 55,4 року. На 100 осіб жіночої статі у місті припадало 102,3 чоловіків;  на 100 жінок у віці від 18 років та старших — 100,4 чоловіків також старших 18 років.
Середній дохід на одне домашнє господарство  становив 53 740 доларів США (медіана — 37 639), а середній дохід на одну сім'ю — 64 958 доларів (медіана — 43 846). Медіана доходів становила 47 955 доларів для чоловіків та 33 182 долари для жінок. За межею бідності перебувало 19,8 % осіб, у тому числі 56,7 % дітей у віці до 18 років та 8,7 % осіб у віці 65 років та старших.
Цивільне працевлаштоване населення становило 427 осіб. Основні галузі зайнятості: мистецтво, розваги та відпочинок — 17,3 %, виробництво — 17,1 %, освіта, охорона здоров'я та соціальна допомога — 13,8 %, транспорт — 12,4 %.